# Universiteit van Parijs

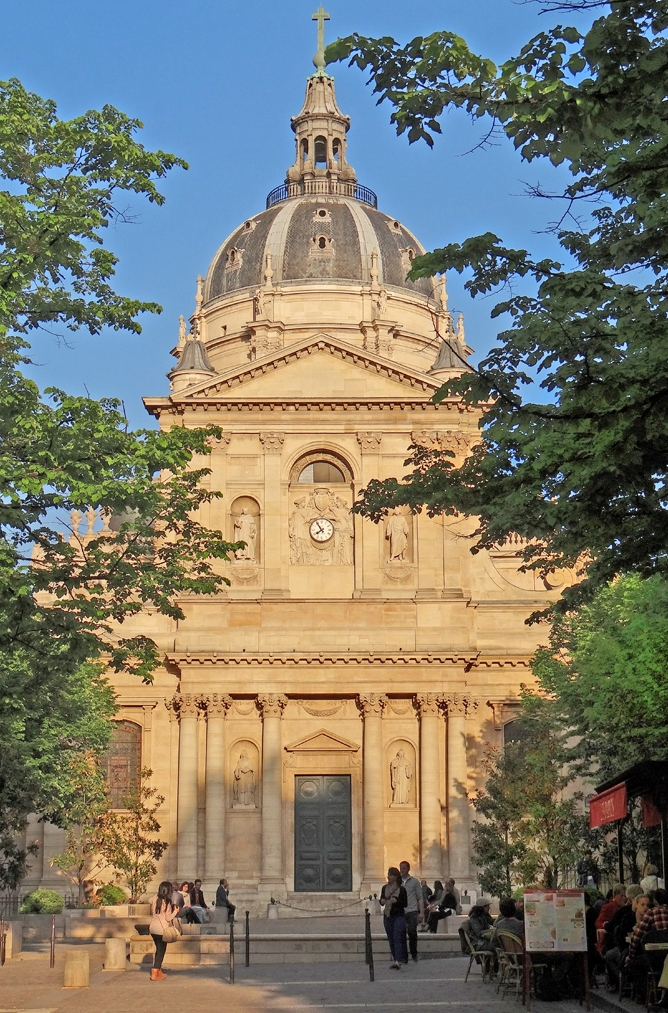
De Sorbonne in Parijs

De Universiteit van Parijs (Frans: Université de Paris), ook bekend onder de naam Sorbonne, was tot 1970 de universiteit van Parijs. Na de gebeurtenissen in mei 1968 werd de universiteit gesplitst en heropgericht als dertien afzonderlijke universiteiten. Anno 2019 zijn er twaalf opvolgers van de Sorbonne in Parijs, zoals Universiteit Parijs 1 Panthéon-Sorbonne en de nieuwe Sorbonne Université die veel voorzieningen nog delen en de wereldwijde reputatie hebben overgenomen.

## Geschiedenis
De universiteit is waarschijnlijk ontstaan omstreeks 1150. In 1253 richtte Robert de Sorbon een theologische faculteit op (de naam Sorbonne komt van dit college). In 1271 werd ze uitgebreid met faculteiten voor filosofie en kunsten. De rechtenfaculteit werd later apart van de universiteit opgericht. De oude Sorbonne werd gesloten bij het uitbreken van de Franse Revolutie en in 1808 weer geopend door Napoleon Bonaparte.
Na de studentenrellen van 1968 werd de universiteit in 1970 opgedeeld in 13 afzonderlijke universiteiten. Vijf van deze universiteiten (Paris I - Paris V), namelijk Universiteit Panthéon-Sorbonne, Universiteit Panthéon-Assas, Universiteit Sorbonne-Nouvelle, Universiteit Parijs-Sorbonne en de Universiteit Parijs-Descartes komen voort uit de oude Sorbonne. Het Institut d'études politiques (Sciences Po) wordt soms ook wel aangeduid als Paris XIV. Tezamen met de zogenaamde Grandes écoles en andere instellingen van hoger onderwijs in Parijs maakt de Universiteit van Parijs deel uit van de Académie de Paris.
De Parijse universiteit is te beschouwen als het resultaat van de overvleugeling van de (kwetsbare) particularistische wetenschappelijke geest door die van de centralisatie. De voorlopers van de Parijse universiteit waren (tot aan rond 1150) (a) de domscholen van de Notre-Dame, die onder het bestuur van de kanselier stonden en, via deze, eigenlijk onder de bisschop van Parijs ressorteerden; (b) de scholen van de kanunniken van St. Victor, het levende centrum van de mystiek, waar Willem van Champeaux een school had geopend en, (c), de buitenscholen van de St.-Genoveva-abdij. Maar de scholen van de Notre-Dame bezetten onder deze drie de eerste plaats, en voornamelijk van daaruit groeide de universiteit.
In het begin was de opzet zó, dat de faculteit van de kunsten de lagere faculteit genoemd werd (facultas inferior), omdat deze recht gaf tot de toelating van de andere faculteiten (facultates superiores). De normale leeftijd waarop men kon beginnen aan de kunstenfaculteit was rond het veertiende levensjaar, terwijl men rond zijn twintigste dan promoveerde en veelal naar een van de andere faculteiten overstapte. De studie was georganiseerd naar het gildemodel, er waren dus meesters en leerjongens. De fasen die de leerling in zijn zes vormingsjaren doorliep waren het baccalaureaat (baccalaureus'), het licentiaat (licentiatus), en ten slotte het meesterschap (magister). De student was zoals bij alle gilden de leergezel (van het professoraat). Hij was kandidaat voor het meesterschap en de kandidaat wordt professor door hem na te doen, zoals een leerling-steenhouwer meester wordt door zijn meester na te doen. Het gildewezen zelf is vooral ontstaan rondom de bouw van de grote bouwkundige werken, de bouw van kerken en kathedralen.

### Ontbinding van de universiteit
Na de gebeurtenissen van mei 68 (en ook om andere redenen) werd een grondige hervorming van het hoger onderwijs in Frankrijk als noodzakelijk geacht. De wet Faure maakte deze mogelijk. Het nodigde de professoren uit om zich te verdelen en te verspreiden zoals zij het zagen passen binnen de onderwijseenheden en het onderzoek. Vervolgens zouden ze zich volgens de verscheidene wetenschappelijke domeinen opnieuw samenbrengen in nieuwe onderwijsinstellingen. Aanvankelijk lagen de herschikkingen wel politiek nog heel gevoelig door de scherpe tegenstellingen die nog steeds niet getemperd waren na een bewogen mei 68. De Universiteit van Parijs moest daarom ontbonden worden waardoor er opnieuw een einde aan kwam op 31 december 1970. De toenmalige minister Olivier Guichard kondigde dit aan op 20 maart 1970. De universiteit werd nadien opgevolgd door dertien afzonderlijke universiteiten.
- Parijs I: Universiteit Panthéon-Sorbonne
- Parijs II: Universiteit Panthéon-Assas
- Parijs III: Universiteit Sorbonne-Nouvelle
- Parijs IV: Universiteit Parijs-Sorbonne
- Parijs V: Universiteit Parijs-Descartes
- Parijs VI: Universiteit Pierre en Marie Curie
- Parijs VII: Universiteit Parijs-Diderot
- Parijs VIII: Universiteit van Vincennes Saint-Denis
- Parijs IX: Universiteit Parijs-Dauphine
- Parijs X: Universiteit Parijs-West Nanterre La Défense
- Parijs XI: Universiteit Parijs-Zuid
- Parijs XII: Universiteit Parijs-Oost Créteil Val-de-Marne
- Parijs XIII: Universiteit Parijs-Noord 13

Het geheel van alle dertien universiteiten samen telt 336.000 studenten. Met de oprichting van deze afzonderlijke onderwijsinstellingen werd ook de kanselarij van de universiteiten van Parijs opgericht. Deze administratieve coördinatiestructuur heeft de opdracht het ministerie te vertegenwoordigen ten aanzien van nieuwe instellingen alsook hun goederen en staatssubsidies.

### Hergroeperingen na 2000
Hoewel de ontbinding van de Universiteit van Parijs in 1970 noodzakelijk leek, werd het sindsdien fel bekritiseerd. Vanaf het jaar 2000 kwamen er tussen de Parijse universiteiten toenaderingen tot stand. De oprichting van achtereenvolgens de associatie Paris Universitas in 2005 en de PRES-instellingen vanaf 2007 maakten een zulke institutionele toenadering mogelijk. In 2007 traden de PRES-instellingen UniverSud Parijs en Universiteit Parijs-Oost in werking. Hiermee werden hoofdzakelijk de onderwijsinstellingen buiten Parijs gehergroepeerd. In 2010 kwamen hier nog de PRES-instellingen Sorbonne Parijs-Stad en Sorbonne Universiteiten bij.
Uit Sorbonne Universiteiten groeide in 2018 na de fusie van de Universiteit Parijs-Sorbonne (Parijs IV) en de Universiteit Pierre en Marie Curie (Parijs VI) de Sorbonne Université. In 2019 fuseerden ook de universiteiten Parijs-Descartes (Parijs V) en Parijs-Diderot (Parijs VII) tot de Université Paris Cité.

## Bekende alumni
In de dertiende eeuw, waarin de Sorbonne tot grote bloei kwam, hadden bijna alle bekende Europese theologen of filosofen hun opleiding geheel of gedeeltelijk genoten aan de Sorbonne. Om te beginnen de Fransen zelf: Willem van Auxerre, Bernardus van Auvergne, Willem van St. Arnour, Willem van Auvergne, bisschop van Parijs, Johannes Calvijn, Johannes van La Rochelle, Henry-Pons de Thiard de Bissy, Armand van Monchy d'Hocquincourt en Vincent van Beauvais. Veel recenter, halverwege de twintigste eeuw, behaalde kunsthistorica Cécile Goldscheider haar diploma hier. De Martinikaanse Paulette Nardal was de eerste zwarte student aan de universiteit.
Ondanks de concurrentie van de universiteit van Bologna (vooral bij de rechtenstudie) werd de Sorbonne ook door bekende Italiaanse theologen bezocht: Bonaventura, Thomas van Aquino, Petrus van Tarentaise (de latere paus Innocentius V), Gilles van Rome, Jacobus van Viterbo.
Uit Duitsland kwamen Albertus de Grote, Ulrich van Straatsburg, Ulrich VI van Sax en Diederik van Vriberg.
Uit de Nederlanden kwamen Wouter van Brugge, Siger van Brabant, Hendrik van Gent en Godfried van Fontaines
Uit Engeland kwamen: Stephen Langton, Michael Scotus, Alfred Anglicus (van Sereshel), Willem van Meliton, Alexander van Hales, Richard van Middleton, Roger Bacon, Robert Kilwardby, Walter Burley, Johannes Duns Scotus en Willem van Ockham.
Ook Spanjaarden (uit de tijd van de reconquista) studeerden aan de Sorbonne: Petrus Hispanus (Petrus van Spanje), kardinaal Francisco Ximenes van Toledo en Raymundus Lullus.
Uit Scandinavië kwam Boëthius van Dacia.
Op de vingers van één hand zijn de wijsgeren uit de dertiende eeuw te tellen die géén opleiding hebben genoten te Parijs: de Sileziër Witelo bijvoorbeeld, of Robert Grosseteste, hervormer van de universiteit van Oxford; deze universiteit stond enige tijd onder Parijse invloed.
Bij de viering van het 750-jarig bestaan ontstond de Sorbonneverklaring, voorloper van een grondige hervorming van het Europese hoger onderwijs.

## CDC
Het CDC (Centre du Don des Corps) is het anatomische centrum van de Universiteit van Parijs, waar jaarlijks honderden stoffelijke overschotten binnenkwamen van mensen die hun lichaam ter beschikking stelden van de wetenschap. Klokkenluider Dominique Hordé, oud-bestuurder van het CDC, maakte melding van muizen die lichamen opaten, van vliegen en wormen. Zakken met lichaamsdelen lagen in de vriesruimte rommelig bovenop elkaar gestapeld en medewerkers moesten op die berg klimmen als ze een lichaamsdeel nodig hadden dat bovenop lag. De elektriciteit viel vaak uit, apparatuur werkte niet goed en deuren van koel- en vriescellen waren stuk en verroest en sloten daarom soms niet goed. Toen haar klachten niet serieus werden genomen, vertrok Hordé in 2018. In 2020 verscheen een officieel rapport en CDC werd gesloten. Justitie startte een onderzoek en de Universiteit van Parijs werd officieel aangeklaagd. Begin 2021 volgden nieuwe onthullingen. Het CDC verkocht stoffelijke overschotten aan autofabrikanten voor 'crash tests'. Honderdzeventig families dienden een aanklacht in vanwege de manier waarop de lichamen van hun familieleden in het CDC zijn behandeld. Een rechtszaak wordt op zijn vroegst in 2023 verwacht. In 2021 heeft het Franse parlement een wet aangenomen, voor het eerst sinds 1887, met regels voor de omgang met stoffelijke overschotten.
- Bibliothèque nationale de France: cb12163414c (data)
- Catàleg d'autoritats de noms i títols de Catalunya: 981058515096906706
- Gemeinsame Normdatei: 2025059-9
- International Standard Name Identifier: 0000 0001 2308 5973
- Library of Congress Control Number: n79129805
- Nationale Bibliotheek van Letland: 000176970
- MusicBrainz: 1f7c73d1-1a0f-41a2-930f-8d991b8e705b
- Nationale Bibliotheek van Tsjechië: ko2003183514
- Nationale bibliotheek van Australië: 36536475
- Nationale Bibliotheek van Israël: 987007298965705171
- Système universitaire de documentation: 034526110
- Virtual International Authority File: 138100231